# René Tremblay
Pour les articles homonymes, voir Tremblay.
René Tremblay (12 novembre 1922-22 janvier 1968) fut un économiste, professeur d'économie à l'Université Laval et homme politique fédéral du Québec.

## Biographie
Né à Luceville dans le Bas-Saint-Laurent, il entama sa carrière politique en devenant député du Parti libéral du Canada dans la circonscription de Matapédia—Matane en 1963. Réélu en 1965, il meurt en fonction en 1968.
Durant son premier mandat, il servit comme ministre sans portefeuille de 1963 à 1964, ministre de la Citoyenneté et de l'Immigration de 1964 à 1965 et comme ministre des Postes en 1965.